# Parafia św. Antoniego Padewskiego w Łęczycach
Parafia św. Antoniego Padewskiego w Łęczycach – parafia rzymskokatolicka w Łęczycach należąca do dekanatu gniewińskiego diecezji pelplińskiej.
Erygowana w 1998 roku.